# Église Saint-Symphorien de Bligny
L'église Saint-Symphorien est une église située à Bligny, dans le département français de l'Aube.

## Historique
La paroisse était une cure du doyenné de Bar-sur-Aube, à la collation du chapitre de Mussy. 
L'édifice a été inscrit au titre des monuments historiques en 1989.

## Description
Bâtie au XVIIIe siècle, l'église  possède une Vierge à l'enfant en bois doré et peint, une série de tableaux de Nicolas, un Moïse sauvé des eaux, un christ au tombeau et une Assomption de la Vierge.